# エンパイア・ビルダー
エンパイア・ビルダー（Empire Builder）は、アメリカ合衆国のグレート・ノーザン鉄道（Great Northern Railway）が運行した、代表的な大陸横断列車。現在もアムトラックにより運行されている長距離列車である。

## 概要
エンパイア・ビルダー（ジェームズ・ジェローム・ヒルの通称「帝国建設者」の意）は、グレート・ノーザン鉄道がシカゴ・バーリントン・クインシー鉄道（Chicago, Burlington and Quincy Railroad、略称CBQ）、スポケーン・ポートランド・アンド・シアトル鉄道（Spokane, Portland, and Seattle Railway、略称SP&S）と提携して、イリノイ州シカゴ〜ワシントン州シアトル〜オレゴン州ポートランド間に1929年から1970年まで運行した大陸横断の代表的な旅客列車。モンタナ州のグレイシャー国立公園を経由した。1971年のアムトラック発足まではバーリントン・ノーザン鉄道（Burlington Northern Railroad）により運行された。
シカゴ〜ミネソタ州セントポール間はシカゴ・バーリントン・クインシー鉄道、ワシントン州スポケーン〜ポートランド間はスポケーン・ポートランド・アンド・シアトル鉄道が運行した。
1947年に重鋼製車両から流線型化された。
ノーザン・パシフィック鉄道のノースコーストリミテッド、ミルウォーキー鉄道（Chicago, Milwaukee, St. Paul and Pacific Railroad、略称CMSP&P RR）のオリンピアン・ハイアワサと競争関係にあったが、1971年のアムトラックの発足により、同社が運行を継承、現在は毎日運行されている。

## 歴史

### 年表
- 1929年: エンパイア・ビルダー運行開始
- 1947年: 重鋼製車両から流線型化
- 1951年: 更に再装備
- 1955年: ドーム型展望車(Dome car)導入
- 1970年: グレート・ノーザン鉄道、ノーザン・パシフィック鉄道、シカゴ・バーリントン・クインシー鉄道、スポーケン・ポートランド・シアトル鉄道が統合してバーリントン・ノーザン鉄道発足。同社が運行継続。
- 1971年: アムトラックの発足により、同社が運行継承。

### 1968年5月6日の編成
- シカゴ発シアトル行き・ファーゴ到着時の編成である。

| 使用車両 | 車両愛称・形式        | 車種                                                          |
| -------- | --------------------- | ------------------------------------------------------------- |
| GN327    | SDP40ディーゼル機関車 | ディーゼル機関車                                              |
| GN326    | SDP40ディーゼル機関車 | ディーゼル機関車                                              |
| GN279    |                       | バゲージ（荷物車）                                            |
| GN44     |                       | バゲージ・メール（荷物・郵便車）                              |
| GN275    |                       | バゲージ（荷物車）                                            |
| GN1205   |                       | バゲージ・ドミトリー（荷物・乗務員車）                        |
| CB&Q1211 |                       | コーチ（座席車）                                              |
| GN1327   |                       | ドーム・コーチ（展望・座席車）                                |
| GN1245   | WHITEFISH LAKE        | ランチカウンター・ラウンジ                                    |
| GN1228   |                       | コーチ                                                        |
| GN1131   |                       | コーチ                                                        |
| GN1328   |                       | ドーム・コーチ                                                |
| GN1391   | OCEAN VIEW            | ビッグドーム・ビッフェ・ラウンジ                              |
| GN1250   | LAKE OF THE ISLES     | ダイニング                                                    |
| GN1372   | AKAMINA PASS          | 寝台車（6ルーメット・5ダブルベッドルーム・2コンパートメント） |
| GN1379   | BIG HORN PASS         | 寝台車（6ルーメット・5ダブルベッドルーム・2コンパートメント） |
| GN1384   | LEWIS & CLARK PASS    | 寝台車（6ルーメット・5ダブルベッドルーム・2コンパートメント） |
| UP1101   | AMERICAN CONSULATE    | 寝台車（6セクション・6ルーメット・4ダブルベッドルーム）       |
| GN A-1   |                       | ビジネス・カー                                                |

## 主な経由地
- シカゴ・ユニオン駅
- ミルウォーキー
- セントポール
- ファーゴ
- グランドフォークス
- マイノット
- ハバー
- サンドポイント
- スポケーン
- シアトル・キングストリート駅 / ポートランド・ユニオン駅

## 日本への影響など
- 日本の鉄道で一時期流行した、湘南電車などを代表とする「金太郎」などとも言われる車体の塗り分けの原型は、エンパイア・ビルダーに用いられた深緑とオレンジの塗色と言われている。
- 近畿日本鉄道の初代「ビスタカー」10000系電車は、エンパイア・ビルダーに連結されていた「ビスタドームカー」からヒントを得たと言われている。

## その他の主要列車
- ウェスタン・スター （シカゴ - ミネアポリス - セントポール - シアトル・ポートランド）
  - 以上はシカゴ・バーリントン・クインシー鉄道、スポーケン・シアトル・ポートランド鉄道との提携列車
- コースト・プール・トレイン （シアトル - ポートランド）
  - ユニオン・パシフィック鉄道、ノーザン・パシフィック鉄道、グレート・ノーザン鉄道3社の共同運行
- ダコタン （セントポール - ミノット）
- ウィニペッグ・リミテッド （セントポール - ウィニペグ）
- カスケーディアン （シアトル - スポーケン）